# Koča Antona Bavčerja na Čavnu
Koča Antona Bavčerja na Čavnu (1242 m) je planinska postojanka, ki stoji med Velikim Modrasovcem (1351m) in Malo goro (1034m) na obrobju Trnovskega gozda. Kočo so odprli leta 1947 in se imenuje po planincu Antonu Bavčerju. Upravlja jo Planinsko društvo Ajdovščina in je odprta ob sobotah, nedeljah in praznikih, od začetka maja do konca septembra. Ima gostinski prostor s 50 sedeži in točilnim pultom. Prenočišča nudi v dveh sobah s 10 posteljami in skupnem spalnico s 30 ležišči.

## Dostopi
- iz Ajdovščine skozi Lokavec (3-3 ure 30 min)
- iz Vrtovina čez Kucelj (3 ure 30 min)
- s Predmeje (1ura 30 min)

## Ture
- na Veliki Modrasovec (1353 m) 30min.
- na Čaven (1185 m) 1.30h
- na Mali Golak po SPP 3h